# Джамайка (Вермонт)
Джамайка (англ. Jamaica) — місто (англ. town) в США, в окрузі Віндем штату Вермонт. Населення — 1005 осіб (2020).

## Демографія
Згідно з переписом 2010 року, у місті мешкало 1035 осіб у 460 домогосподарствах у складі 280 родин. Було 1055 помешкань
Расовий склад населення:
| - 95,3 % — білих - 0,6 % — корінних американців - 0,6 % — чорних або афроамериканців - 0,4 % — азіатів |

До двох чи більше рас належало 2,9 %. Частка іспаномовних становила 1,6 % від усіх жителів.
За віковим діапазоном населення розподілялося таким чином: 21,7 % — особи молодші 18 років, 62,5 % — особи у віці 18—64 років, 15,8 % — особи у віці 65 років та старші. Медіана віку мешканця становила 45,0 року. На 100 осіб жіночої статі у місті припадало 119,7 чоловіків;  на 100 жінок у віці від 18 років та старших — 115,4 чоловіків також старших 18 років.
Середній дохід на одне домашнє господарство  становив 68 875 доларів США (медіана — 53 438), а середній дохід на одну сім'ю — 85 356 доларів (медіана — 65 972). Медіана доходів становила 44 896 доларів для чоловіків та 31 806 доларів для жінок. За межею бідності перебувало 11,5 % осіб, у тому числі 10,2 % дітей у віці до 18 років та 11,8 % осіб у віці 65 років та старших.
Цивільне працевлаштоване населення становило 459 осіб. Основні галузі зайнятості: будівництво — 23,3 %, освіта, охорона здоров'я та соціальна допомога — 16,8 %, науковці, спеціалісти, менеджери — 15,9 %.

## Персоналії
- Флоренс Лі (1888-1962) — американська актриса німого кіно.